# New York City Marathon
New York City Marathon er et maratonløb gennem New Yorks gader. Det er et af de største maratonløb i verden. Deltagerantallet ligger årligt mellem 30.000 og 35.000 deltagende. Løbet er meget kendt for de mange tilskuere der bringer en god opbakning. Arrangørerne regner med at op imod en million tilskuere tiljubler deltagerne rundt i New Yorks gader på de 42,2 km. Løbet afvikles tidligt i november, hvor New York fortsat er præget af efterårets farver.
New York Marathon er et af de seks maratonløb, der udgør World Marathon Majors. De fem andre er Tokyo Marathon, Boston Marathon, London Marathon, Berlin Marathon og Chicago Marathon.

## Beskrivelse
Ifølge mange deltagende er løbet temmelig hård ved kroppens støddæmpere da det foregår på typisk betonvejlægning, men hvis man ved det på forhånd og planlægger sin træning, så man er vant til at løbe på hårdt underlag, er det en unik oplevelse.

## Historie
Løbet startede tidligt i 1970'erne, hvor man løb runder i Central Park på Manhattan. Først i 1976 blev deltagerne sendt ud på en løbetur gennem New Yorks fem amter; Staten Island, Brooklyn, Queens, Bronx og Manhattan. Målet har hver gang været i Central Park, hvor de sidste 5 km gennemføres i et lettere kuperet terræn, der gennem tiderne har kostet mange løbere sejren.
Det første løb i 1976 blev forvist til små gader på Manhattan, hvor man blandt andet skulle forcere en trappe efter cirka 30km for at gennemføre. Først i 1977 fik man lov til at løbe på First Avenue, hvilket resulterede i mange tusinde flere tilskuere. Grundlæggeren af løbet Fred Lebow sagde ofte, at man ikke kan lokke folk til maraton, men at man derimod bliver nødt til at placere maratonløbet, hvor folk er.